# 구례파
구례파(久礼波, ?~?)는 고구려인으로, 398년 경에 아치노미가 오(吳)로 가기 위해 고구려에 들리자 고구려 왕의 명에 따라 구례지와 함께 아치노미를 오로 안내하는 역할을 맡은 인물이다.